# Carrozza a due piani

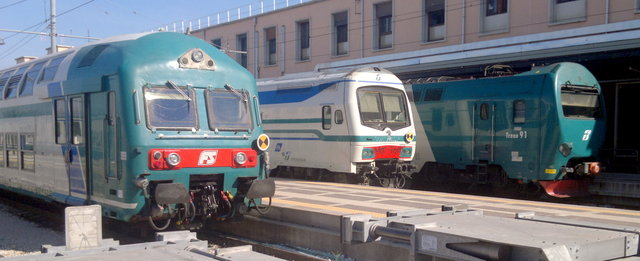
Rotabili per servizi regionali a due piani italiani. Da sinistra: Casaralta, Vivalto e TAF.

La carrozza a due piani è una soluzione costruttiva adottata da varie amministrazioni ferroviarie per aumentare la capienza dei treni limitando nel contempo l'aumento della lunghezza e della massa dei convogli.

## Il problema della capienza dei treni

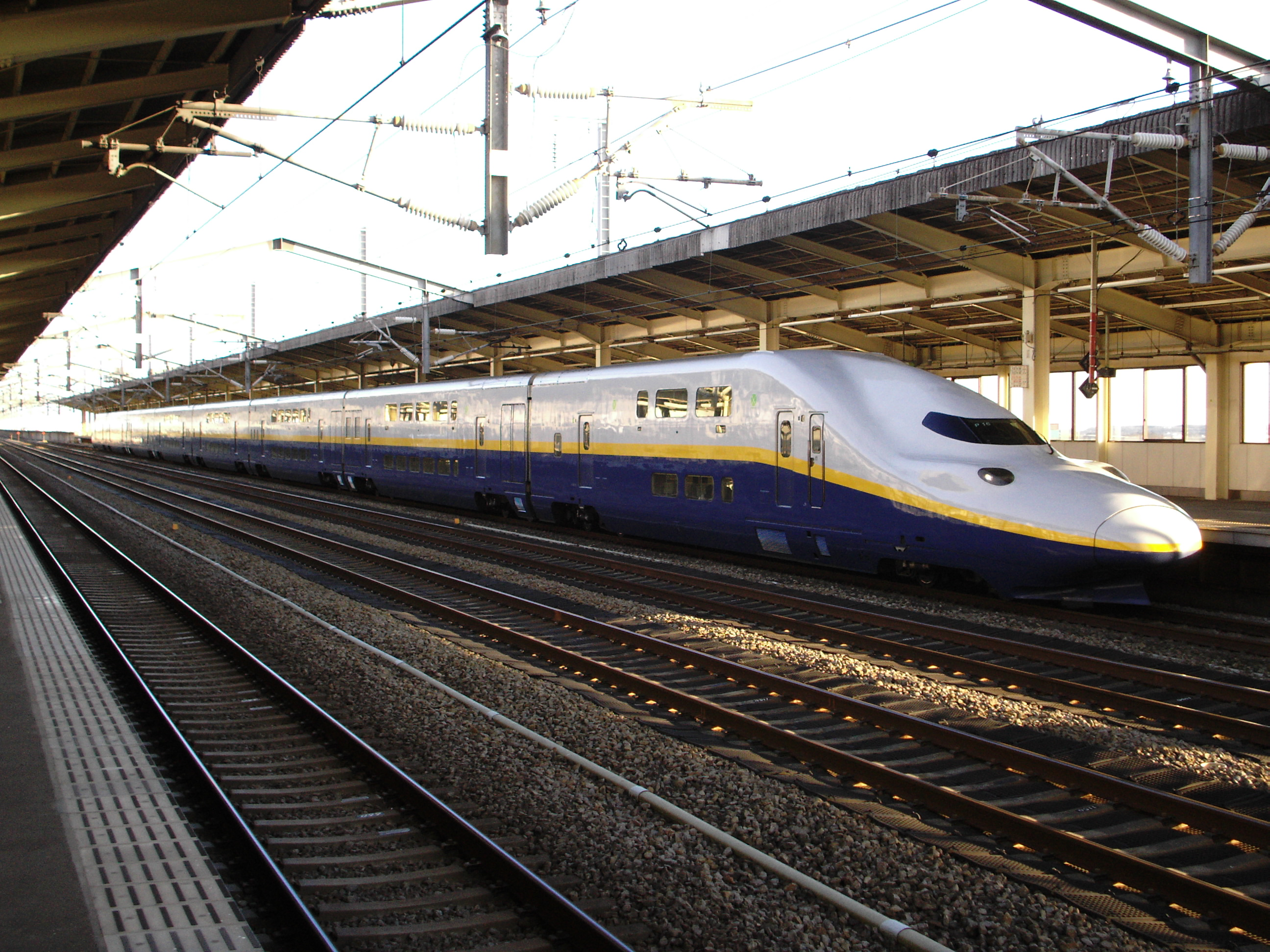
Treno veloce giapponese (dangan ressha) a due piani per linee Shinkansen tipo E4 "Max", appartenente alla compagnia ferroviaria JR East.

Uno dei problemi che si presentano agli esercenti di linee ferroviarie è come incrementare il traffico passeggeri senza dover ricorrere a soluzioni costose. Per incrementare infatti il numero di persone sono disponibili le seguenti opzioni:
1. Costruire nuove linee ferroviarie o aumentare il numero di binari per linea (raddoppio per le linee a binario singolo, triplicamento o quadruplicamento per quelle a doppio binario);
2. Aumentare la frequenza dei treni, a parità di posti per convoglio e di linee esistenti;
3. Aumentare la lunghezza dei convogli;
4. Aumentare la capacità di trasporto delle singole carrozze

Risulta evidente che la prima soluzione è quella più allettante in assoluto, ma anche la più onerosa, in quanto costruire nuove linee ferroviarie, o incrementare i binari esistenti sullo stesso tracciato, risulta sicuramente problematico. Ai non trascurabili costi di natura economica vanno poi sommati le tempistiche, spesso lunghe a causa delle difficoltà di costruzioni, dovute per lo più ad un ambiente urbano denso, a caratteristiche geofisiche complesse o in generale alla mancanza di spazio.
La seconda soluzione, per quanto percorribile, è anch'essa difficilmente praticabile. 
L'aumento della frequenza dei treni non sempre è facilmente ottenibile con il semplice aumento dei segnali di protezione e delle sezioni di linea, mentre un incremento della velocità dei convogli non porta sensibili vantaggi, specie se il servizio che si è chiamati a svolgere è di tipo locale/regionale, dove il numero elevato di fermate vanifica una velocità di punta elevata. Se la linea ferroviaria poi è satura, qualsiasi ritardo anche minimo di un solo convoglio comporta ritardi a catena per i treni che seguono, con ovvie pesanti ripercussioni sul servizio di trasporto ferroviario.
L'incremento del numero delle carrozze di un convoglio è la strada più facilmente percorribile. Le controindicazioni sono però dovute alla lunghezza delle banchine delle stazioni, che, specie in quelle secondarie, non sempre sono adeguate alla fermata di convogli lunghi, e dalle prestazioni del materiale rotabile. Specialmente per un servizio di carattere locale, l'accelerazione di un convoglio è fondamentale per ridurre i tempi di percorrenza, e l'aumento del peso rimorchiato non favorisce tali prestazioni.
La quarta soluzione è quella più frequentemente applicata, e nella quale si inserisce l'introduzione delle carrozze a due piani, che, con un aumento di peso contenuto, incrementano la capienza di persone in maniera sensibile.  Tale soluzione è spesso adottata per le linee ferroviarie di carattere locale/regionale a denso traffico, e più di recente si è imposta anche per le grandi arterie di comunicazione percorse da treni ad alta velocità.

## Le carrozze a due piani

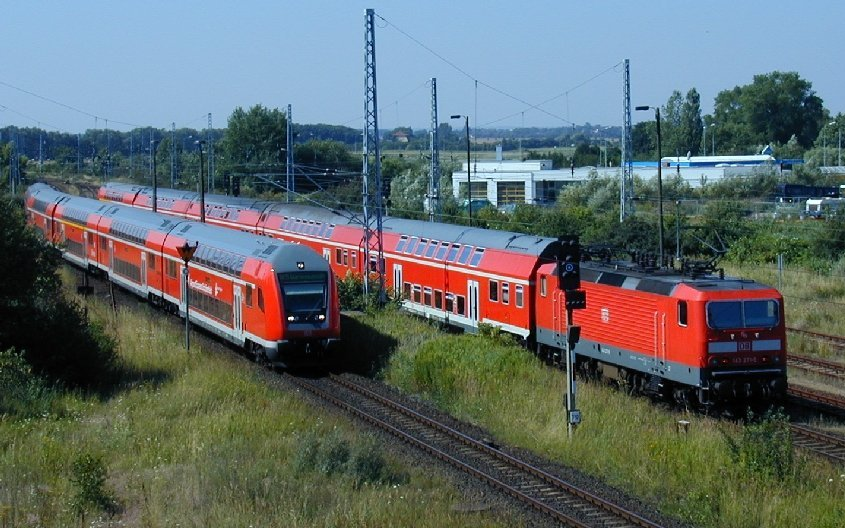
Convogli regionali con carrozze a due piani delle DB (ferrovie tedesche) a Rostock. Si possono notare le diverse tipologie di porte d'accesso.

### Generalità

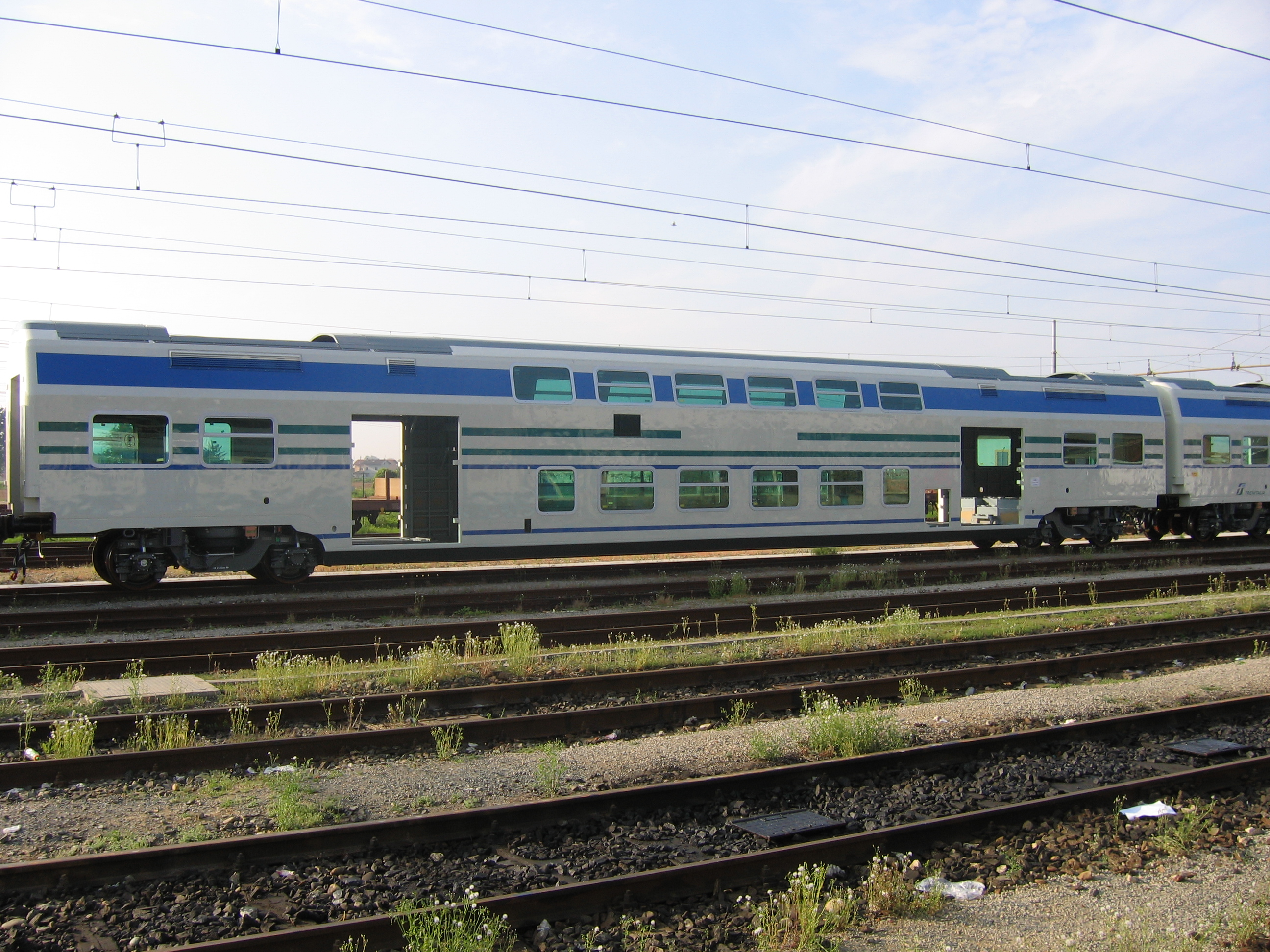
Una carrozza per composizione Vivalto, ancora in attesa di allestimento finale, mostra chiaramente le soluzioni costruttive: porte sul piano ribassato e mezzanino con l'intercomunicante sui carrelli.

Generalmente una carrozza a due piani comporta una capienza aumentata del 40-60% rispetto ad un veicolo normale ad un solo piano di pari lunghezza, ma in alcuni casi si raggiunge il raddoppio. Va detto che il peso invece risulta molto contenuto rispetto all'incremento di capacità di trasporto, il che comporta quindi un minor scadimento delle prestazioni, a parità di locomotore, di un convoglio con la stessa capienza ma con un maggior numero di carrozze a singolo piano.
I limiti di tale soluzione sono dovuti alla sagoma limite di ogni amministrazione ferroviaria. Se in Nord America e in Australia tale sagoma è molto generosa, all'estremo opposto in Inghilterra le carrozze a due piani non hanno mai avuto diffusione, fatto salvo un solo esperimento subito dopo la seconda guerra mondiale. In generale le carrozze a due piani sono ampiamente diffuse. 
Si può dire che in altezza una carrozza a due piani ha bisogno di un franco minimo di circa 4500 mm, con quindi un'altezza sul piano del ferro del piano basso di circa 350-400mm. In larghezza non vi sono limiti, fermo restando che si deve rispettare la sagoma limite vigente nell'amministrazione ferroviaria. 
Non vi sono restrizioni di velocità per la tipologia costruttiva a due piani rispetto a quella standard a singolo livello, come dimostrato sia in Giappone che in Francia, dove treni ad alta velocità a due piani raggiungono i 270–320 km/h senza problemi di stabilità.

### Soluzioni costruttive
Varie sono le tipologie costruttive delle carrozze a due piani, influenzate da fattori quali la sagoma limite e l'altezza dei marciapiedi. La prima influenza la costruzione in altezza e la disposizione delle porte intercomunicanti, facendo optare per varie soluzioni. La seconda invece determina la posizione delle porte di accesso.
Due sono le tipologie costruttive per quanto riguarda i piani: con due piani sovrapposti fra i carrelli e mezzanino alle estremità, e con piano inferiore fra i carrelli e piano superiore per tutta lunghezza. Nel primo caso l'intercomunicante è posto all'altezza standard, compatibile quindi con le altre carrozze dell'amministrazione ferroviaria. Nel secondo caso invece si ha un intercomunicante posto più in alto rispetto agli standard, e quindi tale carrozza potrà essere accoppiata solo con altre dello stesso tipo.
Ugualmente diversa la disposizione delle porte d'accesso. Specialmente con i marciapiedi delle stazioni bassi, si preferisce di solito collocare l'accesso in carrozza sul piano basso, per poi collocare scale interne che portano al mezzanino e al piano superiore. Tale soluzione è d'obbligo se la carrozza è priva di mezzanino posto sopra i carrelli. L'altra soluzione prevede invece le porte di accesso sul mezzanino, con poi scale che portano al piano ribassato e a quello superiore.
Elencate le generalità costruttive, passiamo ad esaminare le varie tipologie di carrozze a due piani costruite.

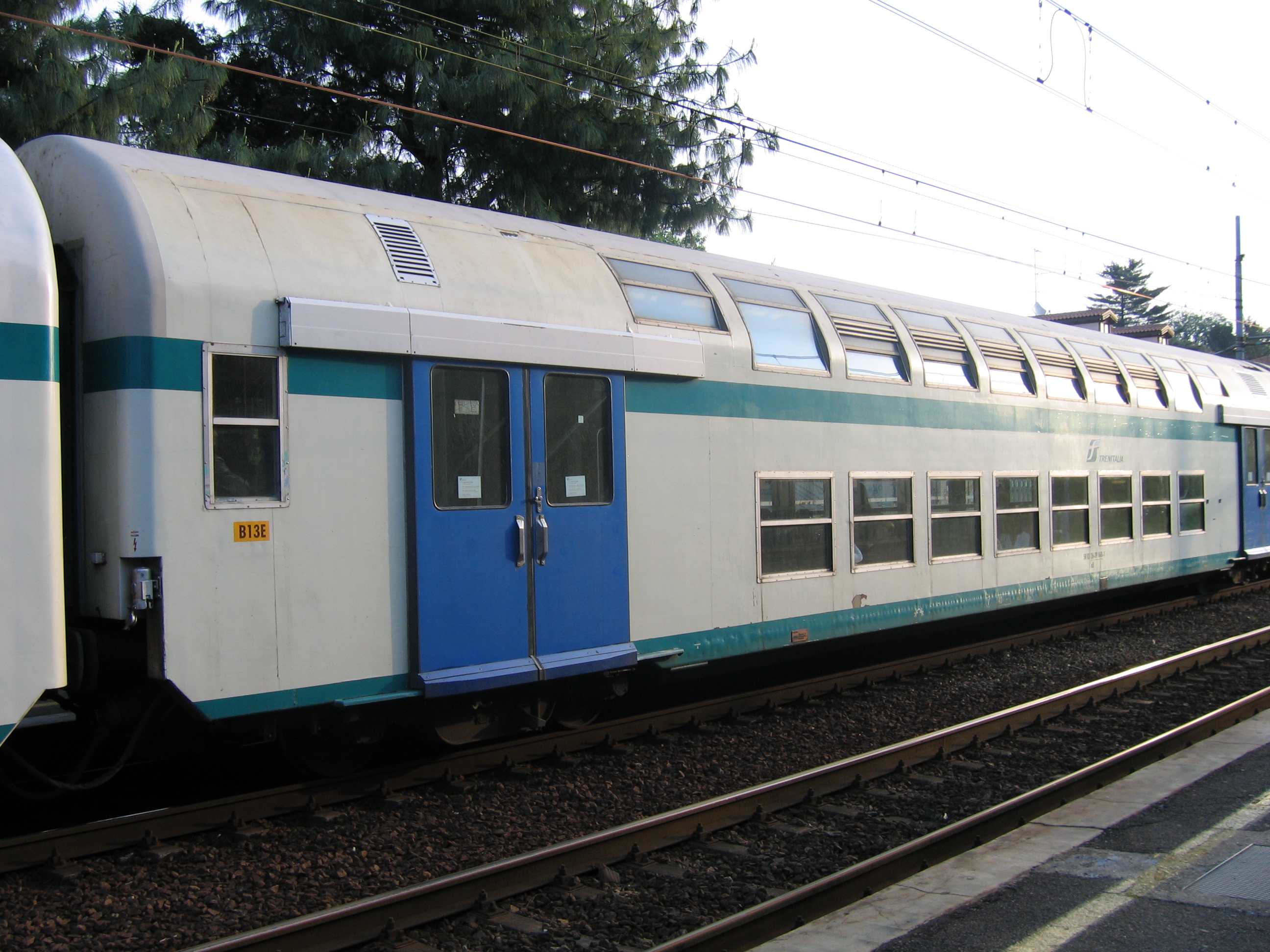
Una carrozza Due Piani delle Ferrovie dello Stato in livrea XMPR. Ben evidenti le porte d'accesso poste sul mezzanino sopra i carrelli.

### Tipologie

#### Carrozza con mezzanino e accesso sul mezzanino
È stata fra le tipologie più diffuse, adottata da SNCF e dalle Ferrovie dello Stato sulla fine degli anni '70 e inizio anni '80, e poi da DB negli anni '90. Anche varie amministrazioni ferroviarie giapponesi hanno adottato tale soluzione sia per i treni metropolitani che per i "treni proiettile" (dangan ressha) che percorrono le linee ad alta velocità Shinkansen, come i modelli E1 ed E4 “Max” delle JR East. 
Questo schema costruttivo garantisce un'ampia capienza pur senza necessitare di sagome limite generose: le carrozze Due Piani italiane, pur essendo alte solo 4320 mm e larghe 2830, avevano una capacità di centocinquanta posti a sedere, anche se un po' compressi. L'accesso è posto sui carrelli, e dal vestibolo si accede mediante mezze scale al piano superiore e a quello ribassato. Lo svantaggio di questa soluzione è, in assenza di piattaforme in stazione assai elevate, la presenza di scale d'accesso, con quindi limiti per la velocità di incarrozzamento, nonché impossibilità d'accesso per persone diversamente abili in carrozzella o con difficoltà motorie. In Giappone queste limitazioni sono meno sentite, grazie alle alte piattaforme d'accesso presenti nelle stazioni.

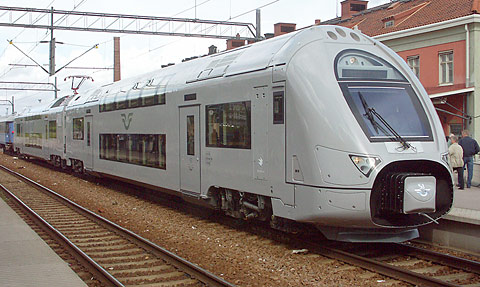
Elettrotreno svedese a due piani X40, tipo Coradia Duplex, costruzuione Alstom. Le porte d'accesso in carrozza sono poste sul piano ribassato, mentre l'intercomunicante è sul mezzanino.

#### Carrozza con mezzanino e accesso sul piano ribassato
È la tipologia scelta per diversi rotabili italiani di moderna concezione, quali le carrozze formanti i convogli Vivalto, i TAF e i TSR di Trenord. Grazie all'ingresso a raso, l'incarrozzamento risulta più veloce, e risolve il problema dell'accesso per le persone diversamente abili. Tuttavia, nei convogli citati c'è un dislivello di un paio di gradini tra vestibolo e piano ribassato che, aggiungendosi alla scala per il piano superiore e ai gradini per il mezzanino, ostacolano i disabili ad accomodarsi. La soluzione con mezzanino e accesso sul piano ribassato è presente anche sulle nuove carrozze regionali delle OBB e sulle carrozze letto e Intercity delle Ferrovie Finlandesi (tipo Intercity 2). 
È interessate notare tuttavia che esiste una sostanziale differenza fra le carrozze italiane e quelle austriache e finlandesi. Su quelle italiane l'accesso al piano superiore avviene direttamente dal vestibolo del piano ribassato, con scale che quindi vanno ad occupare parte della superficie destinata solitamente ai passeggeri. Ne risulta quindi un minor sfruttamento della superficie disponibile. A peggiorare la situazione, sui TAF tali scale sono assai ripide, con conseguente disagio per l'utenza.
Nelle carrozze austriache e finniche invece, l'accesso al piano superiore avviene mediante doppia rampa, la prima che porta al mezzanino, la seconda che da esso porta al piano superiore: questa soluzione quindi comporta una massimizzazione dello spazio a disposizione per i sedili dei passeggeri. Questa soluzione è presente anche nel più recente Hitachi Rock.
Quale delle due soluzioni sia quella ottimale è difficile dirlo. La presenza di ben quattro scale sui convogli regionali italiani dovrebbe facilitare l'incarrozzamento rapido, senza code sulle scale interne in attesa che la gente si sistemi. Viceversa nelle carrozze regionali austriache la capacità risulta decisamente superiore, cosa sempre utile nei treni pendolari.

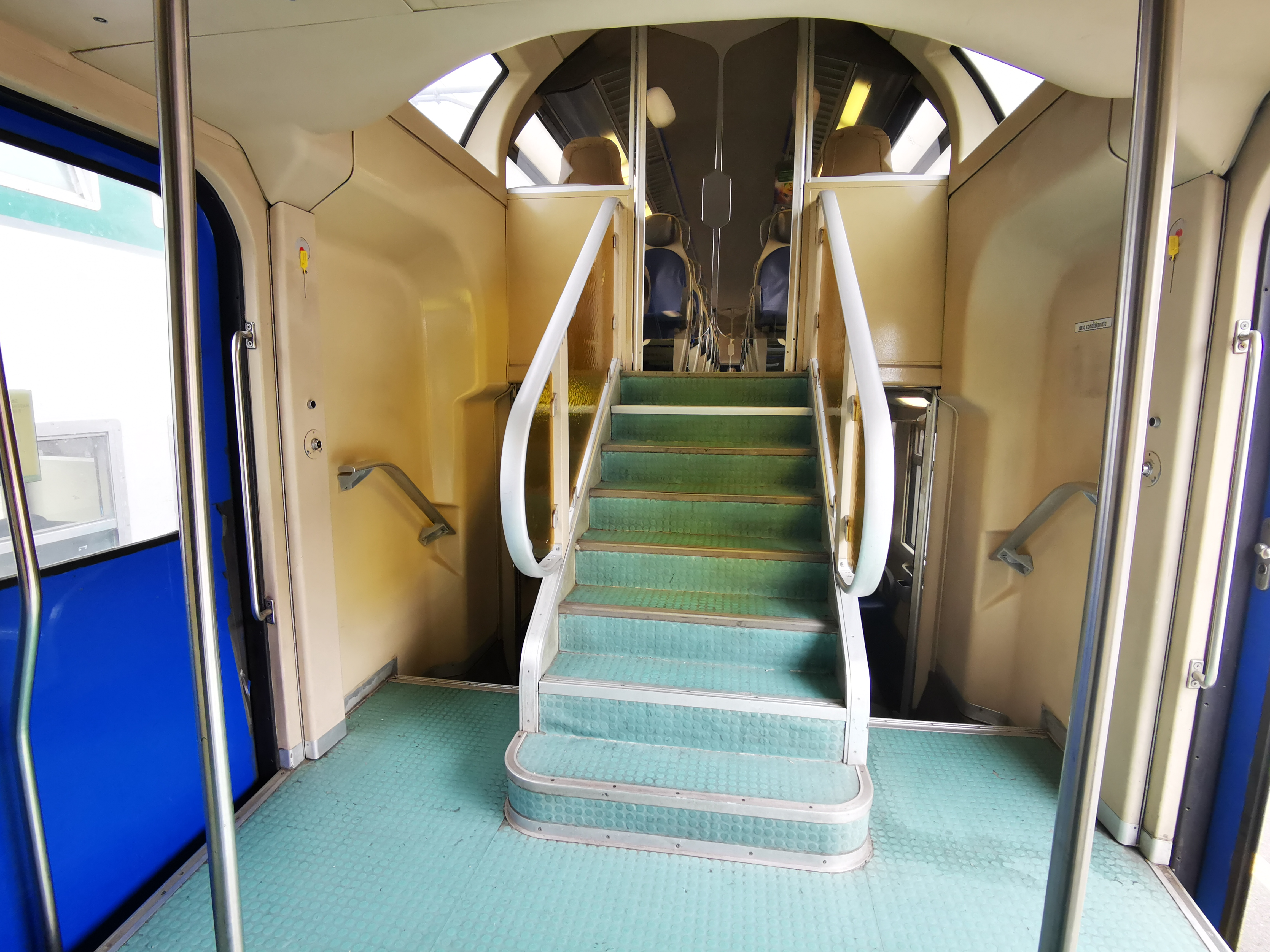
Vestibolo della carrozza Casaralta
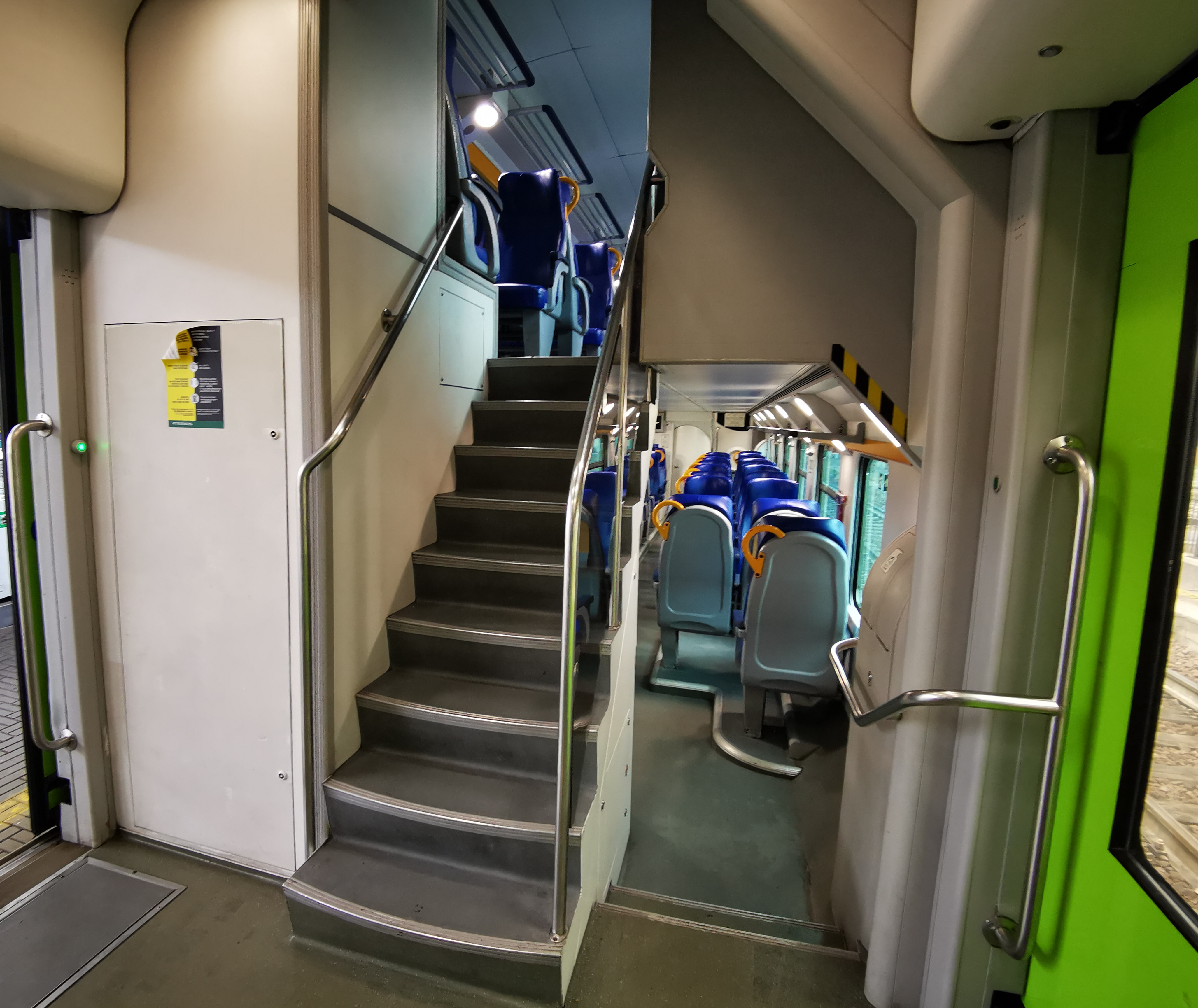
Vestibolo di una carrozza Vivalto
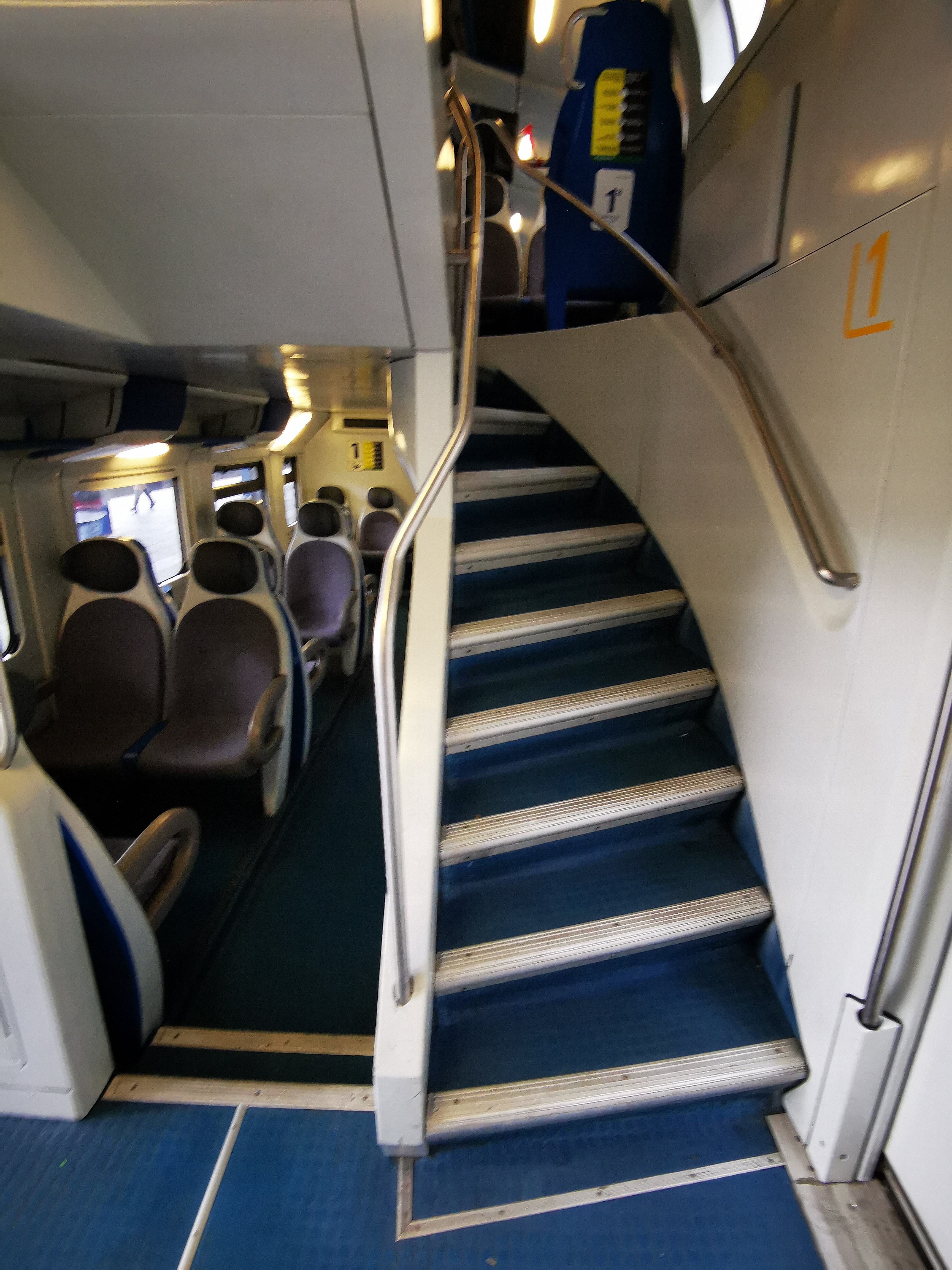
Vestibolo del TAF
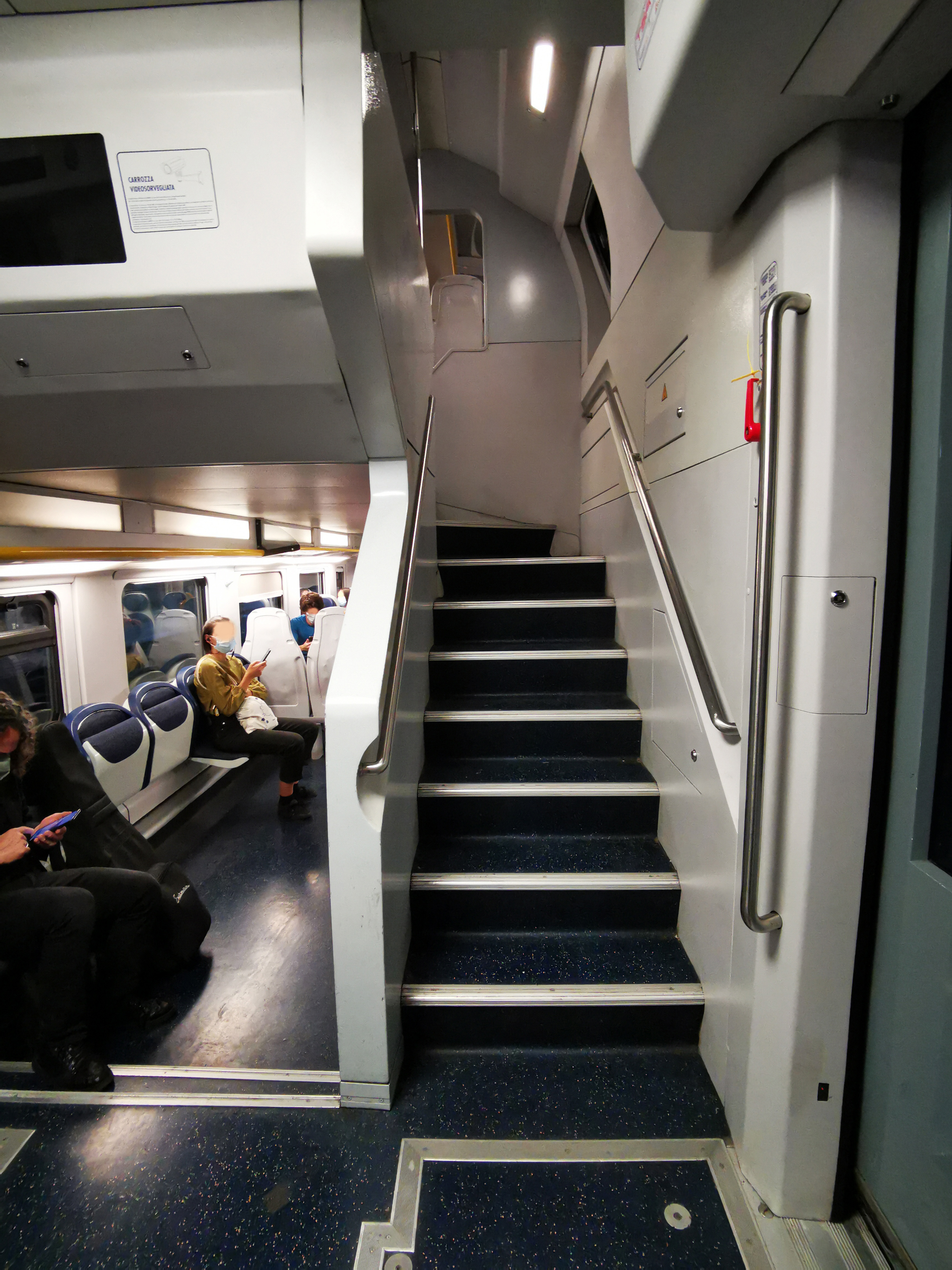
Vestibolo del TSR
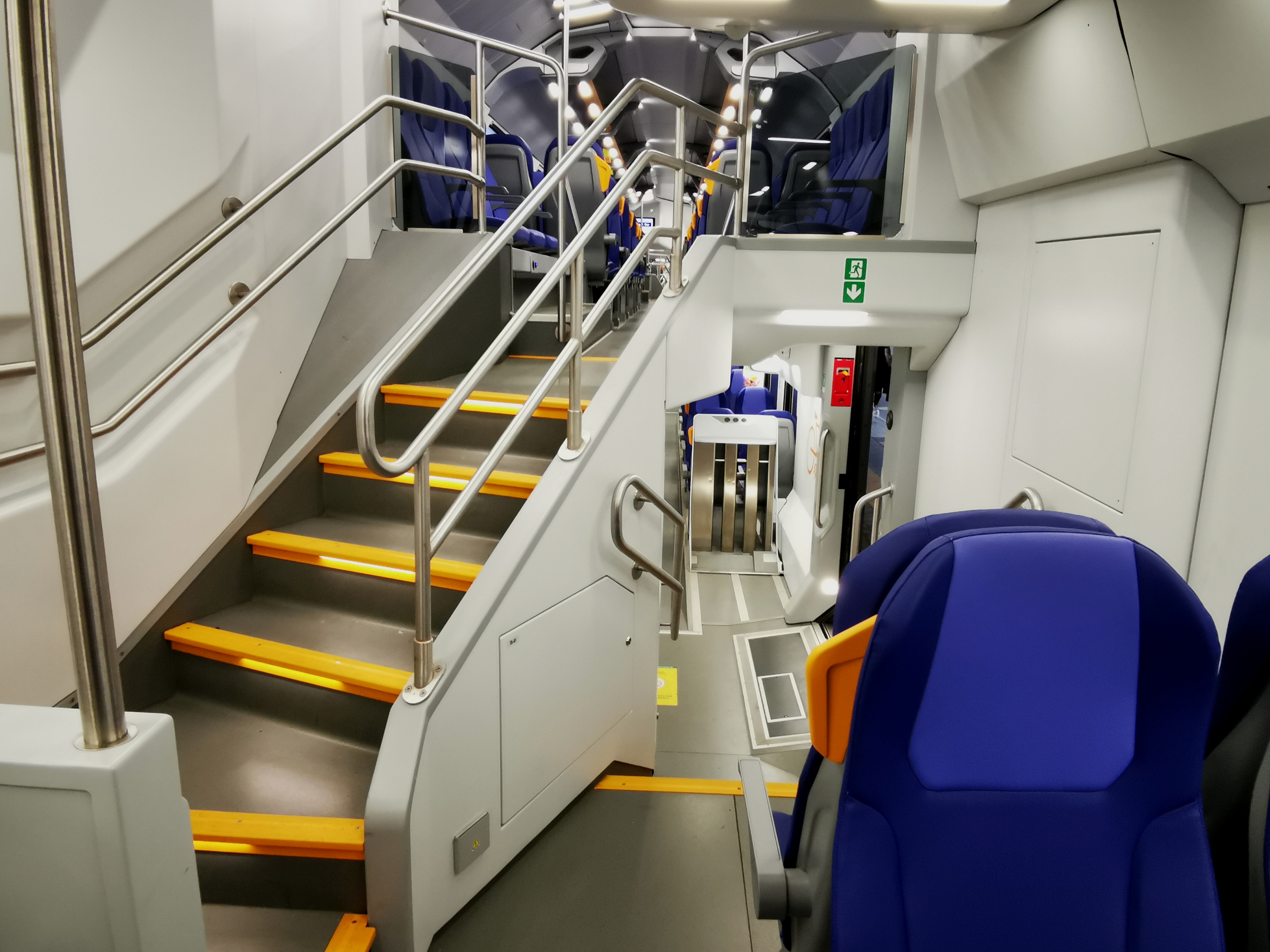
Scala per il piano superiore del Hitachi Rock, posta sul mezzanino, con alle spalle la porta sul piano ribassato.

#### Carrozze con piano superiore a tutta lunghezza e accesso al piano ribassato

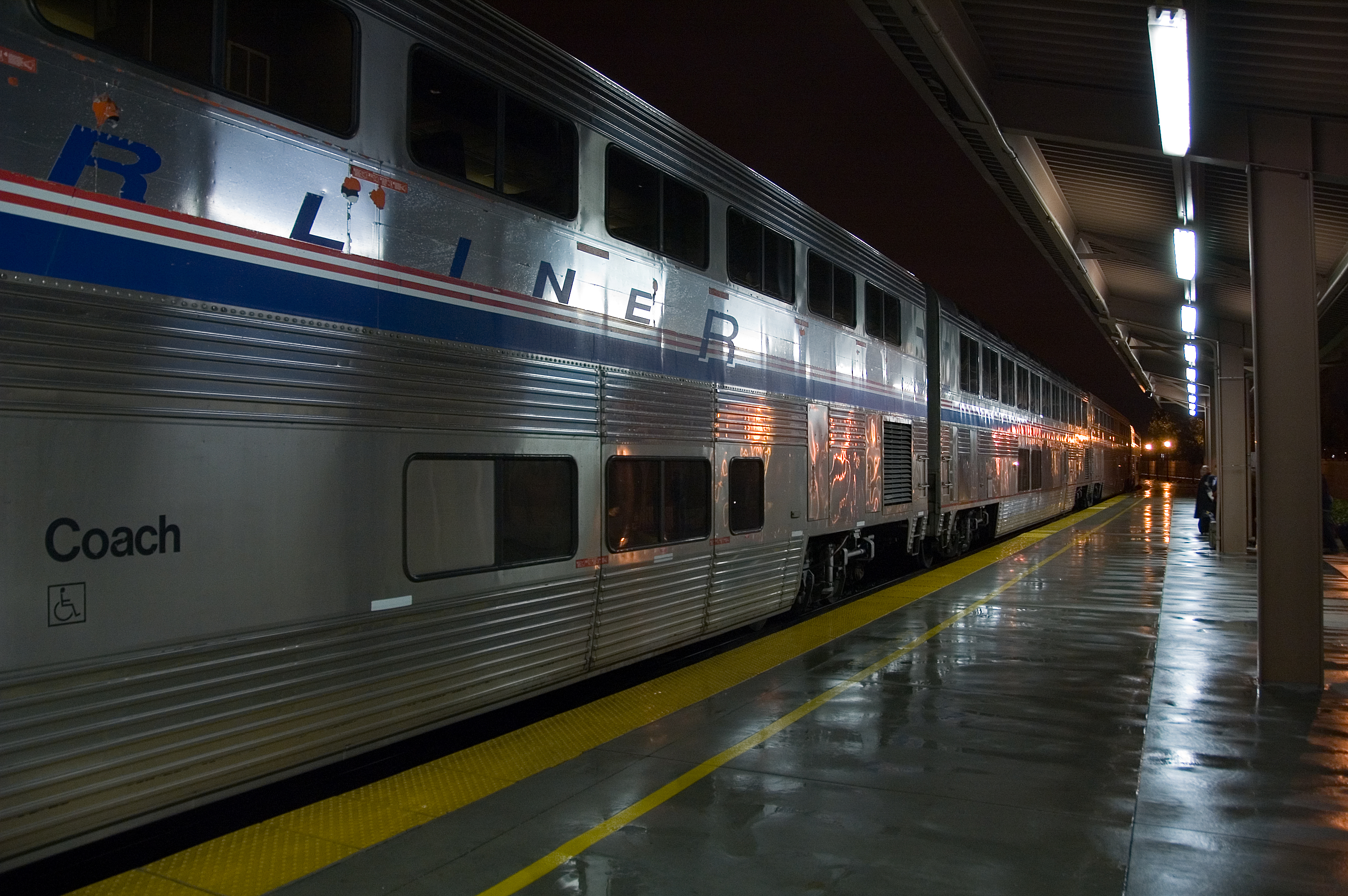
Convoglio della Amtrak con carrozze tipo Superliner. L'accesso alla carrozza è sul piano ribassato, mentre l'intercomunicante è posto sul piano superiore. Non è presente il mezzanino.

Questa tipologia ha il vantaggio di creare l'intercomunicazione su un solo livello, quello superiore, senza dover ricorrere al mezzanino ed alle scale per percorrere il treno da carrozza a carrozza. L'accesso al piano ribassato poi facilita la salita alle persone diversamente abili, i cui posti riservati si trovano sul piano inferiore. Gli svantaggi di tale formula consistono nella impossibilità di operare con carrozze normali, a causa dell'intercomunicante posto a diversa altezza (più in alto rispetto alle carrozze standard) e nella lunga rampa di accesso al piano superiore, solitamente rivolta verso le estremità della vettura, che non consentono un rapido incarrozzamento. Per questo motivo tale soluzione è stata adottata solo per treni a lunga percorrenza, quali gli IC2000 svizzeri, i TGV Duplex francesi e le carrozze Superliner della statunitense Amtrak.

#### Carrozze con due piani a tutta lunghezza

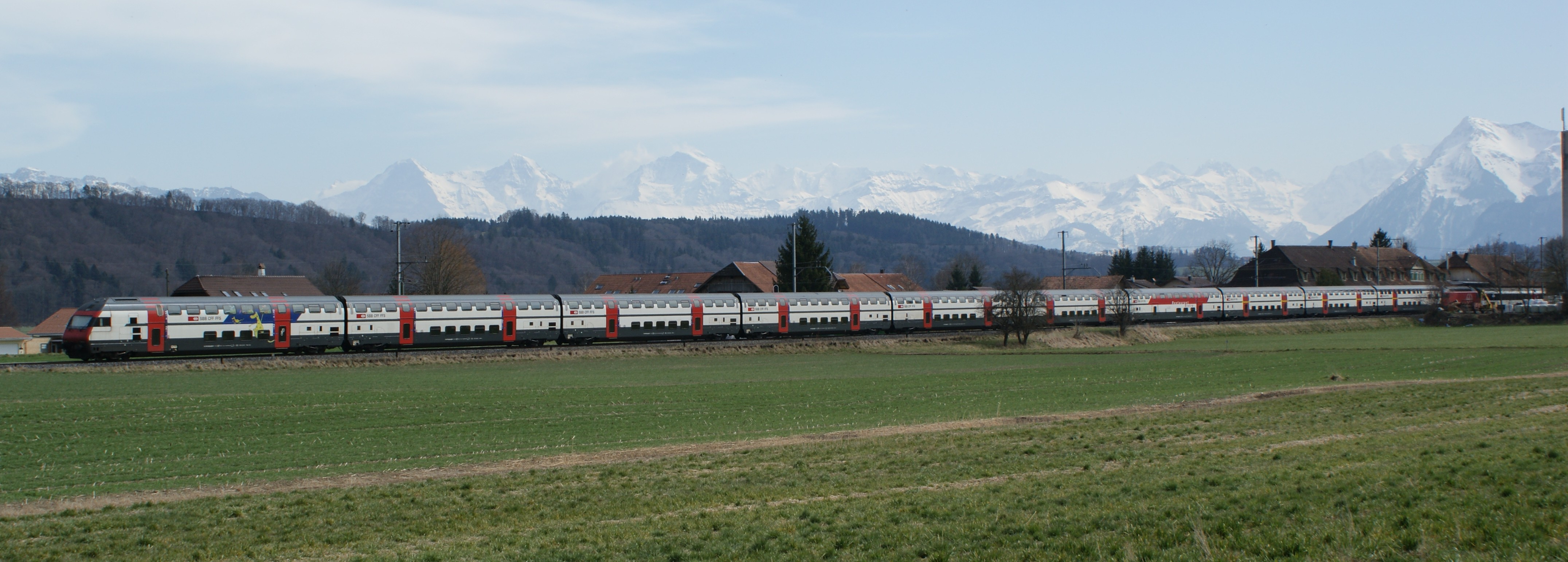
Un convoglio intercity svizzero composto da carrozze a due piani tipo IC2000. La locomotiva in spinta è una Re 460, visibile in fondo a destra.

Esistono, negli Stati Uniti, carrozze con due livelli per tutta la lunghezza della vettura. Il piano superiore è continuo, mentre l'inferiore può essere suddiviso fra mezzanino e piano ribassato, oppure su un solo livello, comunque posto più in alto dei carrelli. Queste soluzioni, sicuramente vantaggiose a livello di spazio a disposizione, richiedono però una sagoma limite notevolmente alta, non applicabile facilmente in altre amministrazioni. Per esempio, le carrozze della Colorado Rail hanno un'altezza di 6033 mm. Tali vetture hanno due intercomunicanti sovrapposti, uno standard sul mezzanino, e uno per il piano superiore.